# (500479) 2012 TX241
(500479) 2012 TX241 es un asteroide perteneciente al cinturón de asteroides, descubierto el 21 de mayo de 2011 por el equipo del Mount Lemmon Survey desde el Observatorio del Monte Lemmon, Arizona, Estados Unidos.

## Designación y nombre
Designado provisionalmente como 2012 TX241.

## Características orbitales
2012 TX241 está situado a una distancia media del Sol de 2,990 ua, pudiendo alejarse hasta 3,708 ua y acercarse hasta 2,273 ua. Su excentricidad es 0,239 y la inclinación orbital 6,350 grados. Emplea 1889,01 días en completar una órbita alrededor del Sol.

## Características físicas
La magnitud absoluta de 2012 TX241 es 17,1. 